# 社会主义人民融合党
社会主义人民融合党（西班牙語：Partido Convergencia Popular Socialista，缩写为PCPS）是巴拉圭的一个左翼政党。该党成立于2009年3月13日。该党的意识形态是社会主义、左翼民族主义。该党的主席是Hugo Richer。该党的总部位于亚松森。该党是瓜苏阵线和圣保罗论坛的成员。